# Худайнатов, Фархад Чаринович
Фархад Чаринович Худайнатов (26 октября 1985, Каспийск, Дагестанская АССР — 29 сентября 2023, Новопрокоповка, Запорожская область, Украина) — российский военнослужащий, участник российского вторжения на Украину с самого её начала. Герой Российской Федерации (посмертно, 2024). Прапорщик.

## Биография
Является уроженцем Каспийска. Участвовал в борьбе с терроризмом в Дагестане, а также в военной операции России в Сирии. В сентябре 2023 года, в ходе российского вторжения на Украину, в Запорожской области, подгруппа под его командованием попала под массированный огонь ВСУ. Похоронен в Каспийске. 3 мая 2024 года стало известно, что Худайнатову присвоено звание Героя России посмертно. 11 июня 2024 года в Махачкале в «Доме дружбы» Глава Дагестана Сергей Меликов передал медаль «Золотая Звезда» родственникам Фархада Худайнатова.

## Личная жизнь
По национальности — лакец. Первые 4 класса школы учился в Каспийске, с 5 по 9 класс учился в селе Цыйша. После 9 класса учился в колледже на бухгалтера, далее в автодорожном институте. Брат: Сайпула, принимает участие в российском вторжении на Украину. У Худайнатова осталось двое детей.

## Награды и звания
- Герой Российской Федерации (2024);
- Два ордена Мужества[8];
- Орден «За заслуги перед Отечеством» IV степени[8];
- Медаль «За отвагу»[8].
- Георгиевский крест IV степени;
- Медаль Жукова;